# A 25-a oră (film)
A 25-a oră (în engleză The twenty-fifth hour, în franceză La Vingt-cinquième heure) este un film realizat de regizorul francez Henri Verneuil, în 1967, după romanul autobiografic omonim al scriitorului român în exil Constantin Virgil Gheorghiu, apărut în anul 1949.

## Rezumat
1938. Un țăran sas, cetățean român, naiv(cu un IQ mai redus) și binevoitor, Johann Moritz (Anthony Quinn), dintr-un sat din Transilvania, trăiește alianța țării sale cu Germania. În 1939, Johann Moritz, este denunțat ca fiind evreu, deși nu era, de către Nicolai Dobrescu, șeful postului local de poliție, care o râvnea pe frumoasa soție a aceluia. Moritz este trimis într-un lagăr de muncă, unde este forțat să muncească la un șanț de apărare antitanc împotriva sovieticilor. Suzanna (Virna Lisi), soția sa, este constrânsă să ceară divorțul pentru a-și putea păstra casa, deoarece autoritățile ar fi confiscat toate bunurile familiei, considerându-i evrei. Evadând cu alți deținuți evrei spre Ungaria, țară „unde viața este mai puțin grea pentru evrei”, este prins de autoritățile ungare si considerat spion român. După ce a fost torturat, este trimis ca muncitor maghiar „voluntar” în Germania. Este scos din rândurile deținuților de către un medic SS, care în urma unor măsurători antropologice efectuate pe craniul lui Moritz, îl declară ca fiind descendent al celei mai pure rase ariene.
Astfel Moritz, acum înrolat în rândurile armatei SS, pe când păzea câțiva deținuți din trupa de muncă silnică, la un atac al aviației aliaților, îi ajută pe aceștia să fugă și să se alăture americanilor. 
Dar situația se schimbă, în 1944, rușii invadează România, iar Suzanna este violată iar apoi persecutată din cauză că poza soțului său Johann, apare pe coperta mai multor cărți și reviste germane (Adler, Signal), în uniformă SS.
Johann Moritz, căzând prizonier, este internat de către americani într-un lagăr de prizonieri de război, după care este judecat la Procesele de la Nürnberg ca fiind criminal de război. După ce avocatul apărării prezintă o scrisoare de la soția lui, Suzanna, în care aceasta explica ce se întâmplase, cum soțul ei a fost pe nedrept deportat, și prin câte a fost nevoită ea să treacă (inclusiv prin faptul că fusese violată de soldații ruși, viol în urma căruia se născuse un copil), Johann Moritz este eliberat în 1949, la zece ani după ce intrase în sistemul lagărelor de detenție. Johann o reîntâlnește pe Suzanna și pe cei trei copii într-o stație de cale ferată din Germania. Reîntâlnirea este dificilă, amândurora li se vede, pe chipuri, că au trecut ani mulți și grei peste ei. La solicitarea unui fotoreporter de ziar, Moritz îl îmbrățișează, chiar și pe noul membru al familiei.

## Fișă tehnică a filmului
- Titlul original: The twenty-fifth hour
- Producția: Carlo Ponti
- Regia: Henri Verneuil
- Scenariul: Henri Verneuil, François Boyer și Wolf Mankowitz, după romanul scris de Constantin Virgil Gheorghiu
- Asistent de regie: Claude Pinoteau
- Muzica: Georges Delerue și Maurice Jarre
- Decoruri: Robert Clavel
- Costume: Rosine Delamare
- Montaj: Françoise Bonnot
- Gen: Dramă
- Țări:  Franța /  Italia /  Iugoslavia /  România
- Durata filmului: 134 minute

## Distribuție
- Anthony Quinn – Johann Moritz
- Virna Lisi – Suzanna Moritz
- Serge Reggiani – Traian Koruga
- Grégoire Aslan – Nicolai Dobrescu
- Marcel Dalio – Strul
- Jacques Marin – soldatul acasă la Dobrescu
- Françoise Rosay – Doamna Nagy
- Paul Pavel – prizonierul în camion
- Jacques Préboist – prizonierul în camion
- Jean Desailly – ministrul
- Michael Redgrave – avocatul lui Johann
- Albert Rémy – Joseph Grenier
- Jan Werich – sergentul Constantin
- Jacques Marbeuf – ofițerul german
- Robert Beatty – colonelul Greenfield
- John Le Mesurier – președintele tribunalului
- Harold Goldbatt – Isaac Nagy
- Alexander Knox – procurorul
- Olga Schoberová – Rosa (nemenționat)